# 跃进街道 (哈尔滨市)
跃进街道是中国黑龙江省哈尔滨市南岗区下辖的一个街道，位于通达街道东南侧。